# Androni Giocattoli/2014

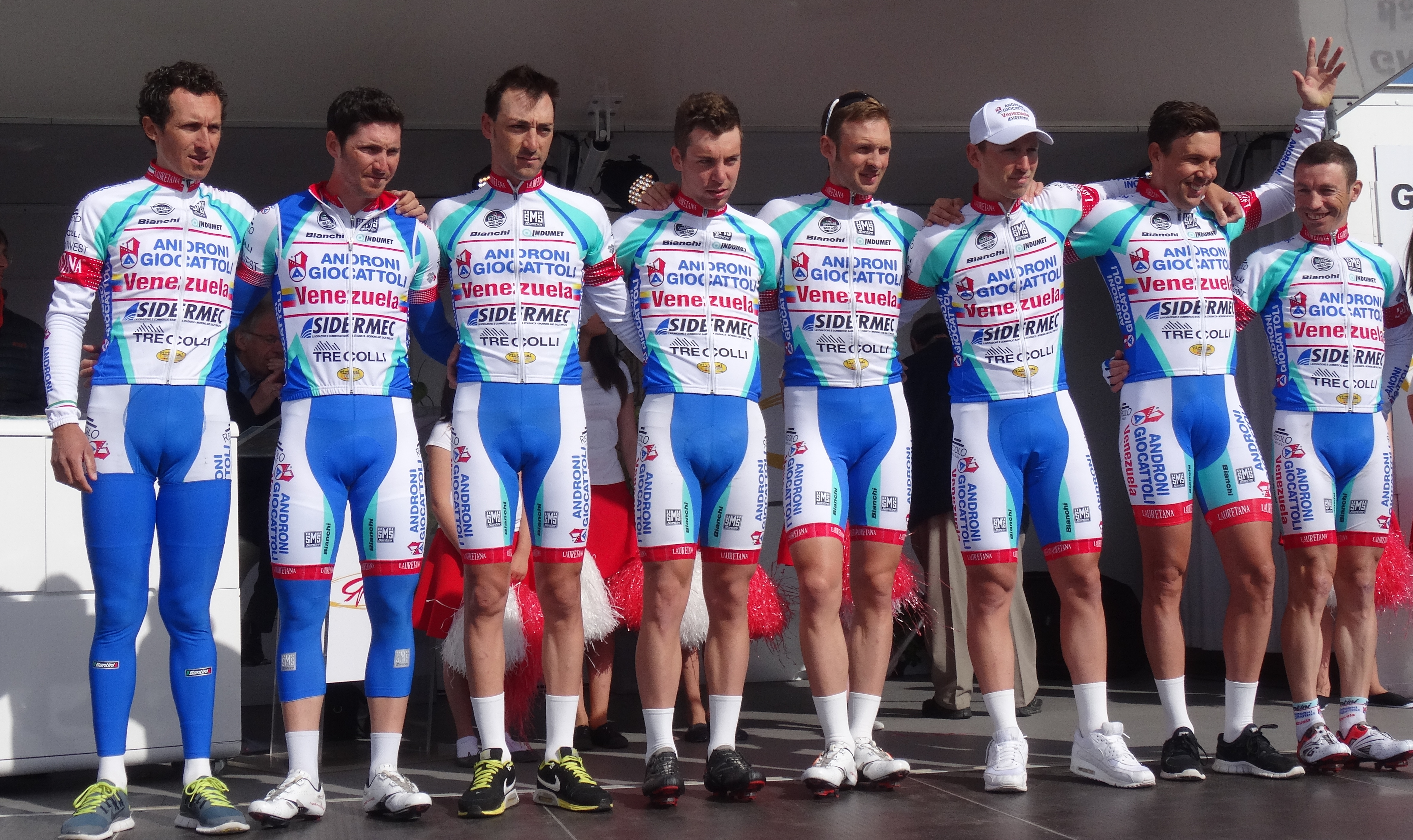
Groepsfoto

Deze pagina geeft een overzicht van de Androni Giocattoli-wielerploeg in 2014.

## Algemeen
Algemeen manager: Gianni Savio
Ploegleiders: Giovanni Ellena, Roberto Miodini, Mario Manzoni, Leonardo Canciani
Fietsmerk: Bianchi

## Renners
| Naam                              | Geboortedatum | Nationaliteit | Ploeg 2013       |
| --------------------------------- | ------------- | ------------- | ---------------- |
| Marco Bandiera                    | 12-06-1984    | Italië        | IAM Cycling      |
| Manuel Belletti                   | 14-10-1985    | Italië        | AG2R-La Mondiale |
| Omar Bertazzo                     | 07-01-1989    | Italië        |                  |
| Tiziano Dall'Antonia (vanaf 28-5) | 26-07-1983    | Italië        | Cannondale       |
| Matteo Di Serafino                | 19-05-1986    | Italië        |                  |
| Patrick Facchini                  | 28-01-1988    | Italië        |                  |
| Marco Frapporti                   | 30-03-1985    | Italië        |                  |
| Carlos Gálviz (vanaf 1-7)         | 27-10-1989    | Venezuela     | Start-Trigon     |
| Yonder Godoy                      | 19-04-1993    | Venezuela     |                  |
| Johnny Hoogerland                 | 13-05-1983    | Nederland     | Vacansoleil-DCM  |
| Kenny van Hummel                  | 30-09-1982    | Nederland     | Vacansoleil-DCM  |
| Carlos Ochoa                      | 14-12-1980    | Venezuela     |                  |
| Antonino Parrinello               | 02-10-1988    | Italië        |                  |
| Franco Pellizotti                 | 15-01-1978    | Italië        |                  |
| Jackson Rodríguez                 | 25-02-1985    | Venezuela     |                  |
| Diego Rosa                        | 27-03-1989    | Italië        |                  |
| Emanuele Sella                    | 09-01-1981    | Italië        |                  |
| Alessio Taliani                   | 11-10-1990    | Italië        |                  |
| Nicola Testi                      | 29-04-1990    | Italië        | Neo              |
| Gianfranco Zilioli                | 05-03-1990    | Italië        | Neo              |
| Andrea Zordan                     | 11-07-1992    | Italië        | Neo              |

## Overwinningen
Ronde van Langkawi
6e etappe: Kenny van Hummel
Ronde van Azerbeidzjan
1e etappe: Kenny van Hummel
1996 · 1997 · 1998 · 1999 · 2000 · 2001 · 2002 · 2003 · 2004 · 2005 · 2006 · 2007 · 2008 · 2009 · 2010 · 2011 · 2012 · 2013 · 2014 · 2015 · 2016 · 2017 · 2018 · 2019 · 2020 · 2021 · 2022